# Persicoptila
Persicoptila är ett släkte av fjärilar. Persicoptila ingår i familjen fransmalar.

## Dottertaxa tillPersicoptila, i alfabetisk ordning[1]
- Persicoptila acrostigma
- Persicoptila aesthetica
- Persicoptila anthomima
- Persicoptila anthophyes
- Persicoptila aphrosema
- Persicoptila aquilifera
- Persicoptila arenosa
- Persicoptila chiasta
- Persicoptila dasysceles
- Persicoptila erythrota
- Persicoptila euphaedra
- Persicoptila eurytricha
- Persicoptila haemanthes
- Persicoptila heliatma
- Persicoptila heroica
- Persicoptila hesperis
- Persicoptila larozona
- Persicoptila leucosarca
- Persicoptila libanotris
- Persicoptila meliteucta
- Persicoptila mimochora
- Persicoptila oenosceles
- Persicoptila oriaula
- Persicoptila petrinopa
- Persicoptila phoenoxantha
- Persicoptila phronimopis
- Persicoptila picrodes
- Persicoptila ramulosa
- Persicoptila rhipidaspis
- Persicoptila rhodocnemis
- Persicoptila scholarcha
- Persicoptila tritozona
- Persicoptila vinosa